# Edat de l'Univers

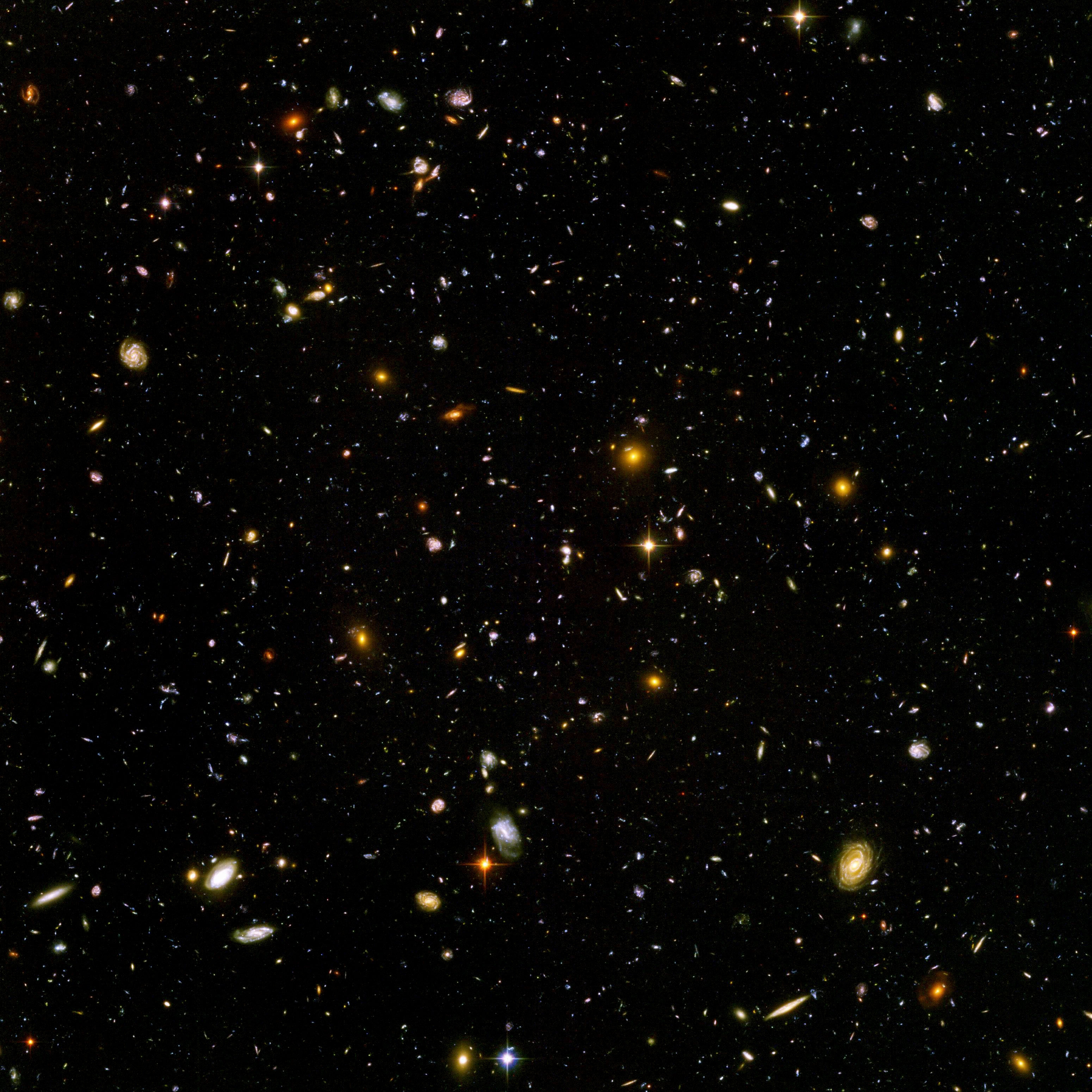
La imatge de llum visible més profunda de l'univers, en el camp ultraprofund de l'Hubble

L'edat de l'univers, d'acord amb la teoria del big-bang, és el temps que ha passat entre el big-bang i el present. Els científics creuen que seria d'uns 13.800 milions d'anys.

## Justificació
El model teòric més raonable sobre la formació de l'univers, i que actualment està acceptat de manera majoritària, és el del big-bang. Aquest model no especula sobre què pot haver existit «abans» de la gran explosió. Tot i que els científics actualment estan d'acord que les proves observacionals donen suport amb molta consistència la teoria del big-bang, s'han proposat altres alternatives:
- En alguns models cosmològics, com el de la teoria de l'estat estacionari o l'univers estàtic, s'afirma que no va haver-hi un big-bang i que l'univers té una edat infinita.
- Hi ha també models cosmològics, com el model cíclic, en què l'univers ha existit sempre però ha sofert una sèrie repetida de big-bangs i big crunchs. Si aquests models són correctes, llavors l'edat de l'univers descrit es pot prendre com el temps des de l'últim big-bang.

Hi ha sempre una ambigüitat en la relativitat especial i en la relativitat general pel que fa a la definició precisa del que s'entén per temps entre dos esdeveniments. En general, el temps propi mesurat per un rellotge depèn del seu estat de moviment. En la mètrica FLRW, que generalment es pren per descriure l'univers, la preferida de temps mesurada és la coordenada del temps (t) que apareix en la mètrica.

## Estimacions
Es poden destacar dos tipus de càlculs de l'edat de l'univers:
- a partir dels resultats del WMAP
- estimacions basades en el cicle CNO

### Edat basada en els resultats del WMAP
El projecte WMAP de la NASA va estimar l'edat de l'univers en (13,7 ± 0,2) × 10⁹ anys. És a dir, que l'univers té uns 13.700 milions d'anys, amb una incertesa de 200 milions d'anys. Tanmateix, aquesta edat està basada en la suposició que el model utilitzat en el projecte és correcte i, per tant, altres mètodes d'estimació de l'edat de l'univers podrien donar edats diferents.
Aquesta mesura es basa en la localització del primer pic acústic en l'espectre de potència de la radiació de fons de microones per determinar la mida de la superfície de desacoblament, que és la mida de l'univers en el moment de la recombinació. El temps del viatge de la llum fins a arribar a aquesta superfície, i depenent de la geometria usada, produeix una edat fiable per a l'univers. Si s'assumeix la validesa dels models emprats per a determinar aquesta edat, la precisió residual proporciona un marge d'error de prop de l'1%. Aquest és el valor més citat pels astrònoms contemporanis.

### Edat basada en el cicle CNO
Alguns estudis recents de gran controvèrsia demostren que el cicle CNO és dues vegades més lent del que prèviament es creia, i s'arriba a la conclusió que l'univers podria ser mil milions d'anys més vell (uns 15.000 milions d'anys) que les estimacions anteriors.

## Paràmetres cosmològics

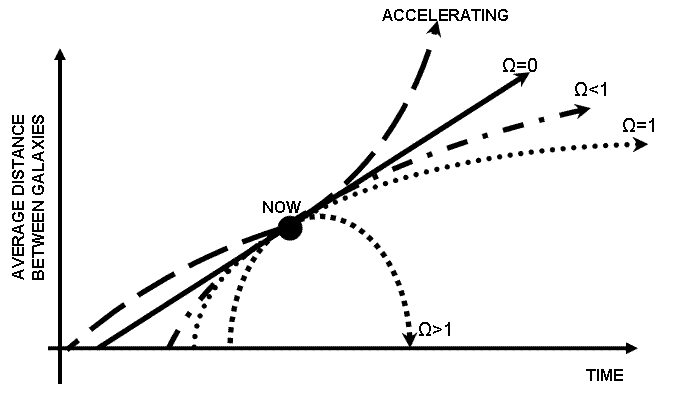
L'edat de l'univers pot determinar-se mesurant la constant d'Hubble actual i extrapolant cap enrere en el temps amb els valors observats dels paràmetres de densitat (O). Abans del descobriment de l'energia fosca, es creia que a l'univers dominava la matèria i així l'O en aquest gràfic es correspon amb. Cal observar que l'acceleració de l'expansió de l'univers va ser l'era més llarga, mentre que el big crunch de l'univers va ser l'edat més curta

El problema de determinar l'edat de l'univers té un bon context en l'àmbit en què es determinen els valors dels paràmetres cosmològics. Avui això està àmpliament estudiat en el model lambda-CDM, en què s'assumeix que l'univers conté matèria normal (bariònica), matèria fosca freda, radiació (protons i neutrins) i una constant cosmològica. La contribució fraccional de cada densitat d'energia actual de l'univers és expressada pels paràmetres de densitat {\displaystyle \Omega _{m}}, {\displaystyle \Omega _{r}} i {\displaystyle \Omega _{\Lambda }}. El model complet lambda-CDM està descrit per altres paràmetres, però per al propòsit del càlcul de l'edat de l'univers, els més importants són aquests tres, més la constant de Hubble {\displaystyle H_{0}}.
Si una de les mesures d'aquests paràmetres fos exacta, llavors l'edat de l'univers es podria determinar usant l'equació de Friedmann. Aquesta equació relaciona la taxa de canvi en el factor d'escala {\displaystyle a(t)} amb la matèria total de l'univers. Si es capgira aquesta relació, podem calcular el canvi en el temps pels canvis en el factor d'escala i així calcular l'edat total de l'univers integrant aquesta fórmula. L'edat {\displaystyle t_{0}} llavors és expressada per una expressió de la forma:
{\displaystyle t_{0}={\frac {1}{H_{0}}}F(\Omega _{r},\Omega _{m},\Omega _{\Lambda },\dots )}
en què la funció {\displaystyle F()} depèn només de la contribució fraccional del contingut de l'energia de l'univers que ve de diversos components. La primera observació que un pot fer d'aquesta fórmula és que és el paràmetre Hubble el que controla l'edat de l'univers, amb una correcció procedent del contingut de matèria i energia. Així es pot fer una estimació simple de l'edat de l'univers com l'invers del paràmetre de Hubble:
{\displaystyle {\frac {1}{H_{0}}}=\left({\frac {H_{0}}{72\quad {\text{km/(s}}\cdot {\text{Mpc)}}}}\right)^{-1}\times 13,6\quad {\text{Gyr}}}

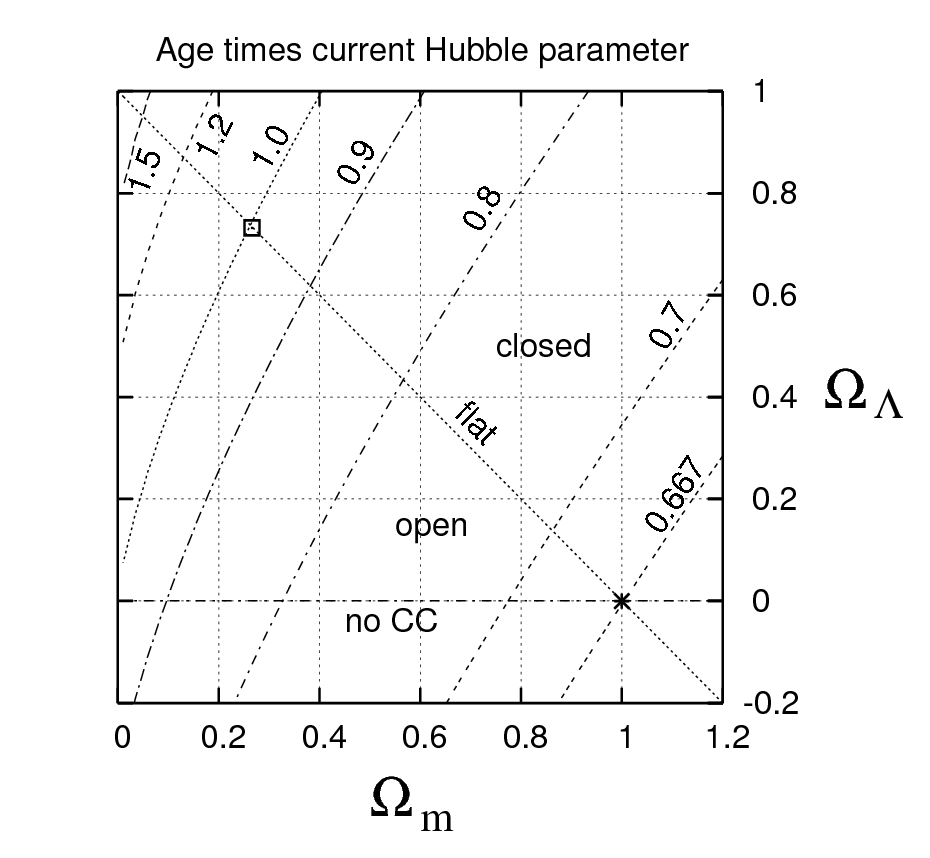
El valor del factor de correcció de l'edat és mostra en funció de dos paràmetres cosmològics: la densitat de matèria fraccional actual i la constant cosmològica de densitat. Els valors més exactes d'aquests paràmetres es mostren a la capsa de la part superior esquerra, la matèria dominant de l'Univers es mostra amb una estrella a la part inferior dreta.

Per a obtenir un nombre més exacte, s'ha de calcular el factor de correcció {\displaystyle F()}. En general, s'ha de fer de manera numèrica i el resultat per a un rang de paràmetres cosmològics es mostra a la figura. Per als valors WMAP ({\displaystyle \Omega _{m}}, {\displaystyle \Omega _{\Lambda }}) = (0,266, 0,732), mostrats a la caixa de la part superior esquerra de la figura, aquest factor de correcció és realment pròxim a un {\displaystyle F=0,996}. Per a un univers pla sense constant cosmològica, com es mostra amb una estrella a la cantonada inferior dreta, {\displaystyle F=2/3} és molt menor i així l'univers és més jove per a un valor fix del paràmetre de Hubble. Per fer aquesta figura, es considera {\displaystyle \Omega _{r}} com una constant —equivalent a mantenir la temperatura del fons de radiació de fons de microones constant—, i el paràmetre de densitat de la curvatura està fixat pel valor dels altres tres.
El WMAP va ser l'instrument utilitzat per a establir una edat exacta de l'univers, encara que altres mesures s'han tingut en compte per obtenir el nombre exacte. Les mesures del fons de radiació de microones són molt bones per a delimitar la matèria continguda {\displaystyle \Omega _{m}} i el paràmetre de curvatura {\displaystyle \Omega _{k}} no és tan sensible directament a {\displaystyle \Omega _{\Lambda }}, perquè la constant cosmològica només arriba a ser important en petits desplaçaments cap al vermell. Les determinacions més exactes del paràmetre Hubble {\displaystyle H_{0}} venen de les supernoves de tipus SNIa. Combinant aquestes mesures, condueixen a un valor generalment acceptat per a l'edat de l'univers esmentat a dalt.
La constant cosmològica dona un univers «ancià» per a valors fixos d'altres paràmetres. Això és significatiu, ja que la constant cosmològica és generalment acceptada; el model del big-bang tindria dificultats per a explicar el perquè dels cúmuls globulars a la Via Làctia, que semblen estar lluny de l'edat de l'univers calculada amb el paràmetre Hubble i amb un univers de només matèria. La introducció de la constant cosmològica permet que l'univers sigui més vell que aquests cúmuls, així com explicar altres característiques que el model cosmològic que considera només matèria, no pot justificar.

## Suposicions prèvies
El càlcul de l'edat de l'univers és només exacte si les suposicions dels models utilitzats són també exactes. Aquestes es coneixen com a suposicions fortes, i essencialment implica desfer els errors potencials en altres parts del model per obtenir l'exactitud de les dades observacionals actuals directament en resultats conclosos. Encara que aquest no és un procediment totalment vàlid en certs contexts, cal assumir que el model subjacent usat és correcte, perquè llavors l'edat donada és aproximada a l'error especificat, ja que aquest error representa l'error de l'instrumental emprat per a entrar les dades sense format del model.
L'edat de l'univers basada en el «millor ajustament» a les dades WMAP és només de 13,4 ±0,3 Gyr; aquest nombre lleugerament superior a 13,7 inclou altres dades barrejades. Aquest nombre representa la primera mesura «directa» exacta de l'edat de l'univers; altres mètodes fan servir habitualment la llei de Hubble i l'edat de les estrelles més velles als cúmuls globulars, a més d'altres indicadors. És possible fer servir mètodes diferents per a determinar el mateix paràmetre, en aquest cas l'edat de l'univers, i arribar a respostes diferents sense superposició en els «errors». Per abordar el problema de la millor manera possible, generalment es mostren dos tipus d'incerteses: una de relacionada amb les mesures actuals i l'altra amb els errors sistemàtics del model que s'hi fa servir.
Un component important per a l'anàlisi de dades utilitzada per a determinar l'edat de l'univers (per exemple, des del WMAP) és utilitzar una anàlisi bayesiana, que normalitza el resultat basat en suposicions. Això quantifica qualsevol incertesa en la precisió d'una mesura a causa del model usat.